# Salmon Glacier (glaciär i Kanada)
Salmon Glacier är en glaciär i Kanada.   Den ligger i provinsen British Columbia, i den västra delen av landet, 3 900 km väster om huvudstaden Ottawa. Salmon Glacier ligger 971 meter över havet.
Terrängen runt Salmon Glacier är bergig åt sydost, men åt nordväst är den kuperad. Trakten runt Salmon Glacier är nära nog obefolkad, med mindre än två invånare per kvadratkilometer..
I omgivningarna runt Salmon Glacier växer i huvudsak blandskog.